# Organisation Consul
Die Organisation Consul (O. C.) war eine nationalistische und antisemitische terroristische Vereinigung während der Weimarer Republik. Die von dem Marineoffizier Hermann Ehrhardt unter dem Decknamen „Consul Eichmann“ geführte paramilitärische Organisation war als regional gegliederter Geheimbund aufgebaut. Sie verübte politische Morde mit dem Ziel, das demokratische System der jungen Republik zu destabilisieren, eine Militärdiktatur zu errichten und die Ergebnisse des Ersten Weltkriegs, insbesondere den Friedensvertrag von Versailles, zu revidieren.

## Geschichte

### Ursprung
Die O. C. ging aus der Marine-Brigade Ehrhardt hervor, einem Freikorps, das im Mai 1920 offiziell aufgelöst worden war. Deren namengebender Kommandeur, Kapitän Hermann Ehrhardt, formierte die Organisation nach dem Scheitern des Kapp-Putsches im März 1920 aus den Reihen der Brigade. Aufgrund ihrer Herkunft war die O. C. eine militärisch organisierte Kadergruppe, deren Mitglieder sich zum größten Teil aus ehemaligen (Front-)Offizieren des Deutschen Heeres und der Kaiserlichen Marine sowie der Freikorps rekrutierten. Die O. C. wurde von Reichsregierung und Reichswehrführung zunächst geduldet, die mit ihr und ähnlichen Bünden hofften, die Rüstungsbeschränkungen des Versailler Vertrags unterlaufen zu können.

### Verbot und Nachfolgeorganisationen
Bei den Untersuchungen im Mordfall Matthias Erzberger wurde der Sitz der O. C. ausgehoben. Auf der Grundlage des am 21. Juli 1922 erlassenen Republikschutzgesetzes wurde die O. C. verboten. Als Nachfolgeorganisation wurde der Bund Wiking gegründet.
In der Zeit des Nationalsozialismus wurden die Mitglieder der O. C. der SS unterstellt. Sie wurden als „Helden des nationalen Widerstandes“ gefeiert, obwohl die O. C. tatsächlich in Konkurrenz zur NSDAP gestanden hatte. Ehrhardt war in München in den 1920er Jahren mehrfach mit Adolf Hitler aneinandergeraten, den er u. a. des Wortbruchs bezichtigte. Gleichzeitig gehörte Friedrich Wilhelm Heinz, einer der regionalen Führer der O. C., zum militärischen Widerstand des Jahres 1938. Es war vorgesehen, dass er bei einem geplanten Putsch Hitler verhaften und, wenn nötig, töten sollte. In der Bundesrepublik Deutschland war Friedrich Wilhelm Heinz dann der Leiter des Friedrich-Wilhelm-Heinz-Dienstes, eines Nachrichtendienstes, der bis 1956 bestand.

## Organisation
Die O. C. verfügte über Verbindungsleute im gesamten Reich und konnte aus einem geschätzten Personalstamm von etwa 5.000 Mann schöpfen. Eines der bekanntesten Mitglieder war der spätere Schriftsteller Ernst von Salomon. Der Altersdurchschnitt der Mitglieder lag zwischen 20 und 30 Jahren. Ihre Motivation nährte sich aus einem antibürgerlichen Affekt und aus einem extremen Nationalismus. Außerdem spielten Antimarxismus und Antisemitismus eine Rolle: Die Satzung nannte als Ziel die „Bekämpfung alles Anti- und Internationalen, des Judentums, der Sozialdemokratie und der linksradikalen Parteien“. Juden waren von der Teilnahme ausgeschlossen, jedes Mitglied musste versichern, „deutscher Abstammung“ zu sein.
Der Geheimbund operierte von München aus, was vom Münchner Polizeipräsidenten Ernst Pöhner stillschweigend geduldet bzw. gedeckt wurde. Zur Tarnung hatte die Frontorganisation die Bayerische Holzverwertungsgesellschaft mit Sitz in München geschaffen. In der Zentrale arbeiteten etwa 30 hauptamtliche Mitarbeiter unter der faktischen Leitung von Ehrhardts Stabschef Alfred Hoffmann. Die O. C. verfügte über sieben Oberbezirke (Hamburg, Hannover, Berlin, Frankfurt am Main, Dresden, Breslau, Tübingen) mit jeweils bis zu drei Unterbezirken; die Einrichtung geplanter weiterer Bezirke wurde durch das Verbot der Organisation verhindert. Sie finanzierte sich durch illegalen Waffenhandel, unter anderem mit der Irisch-Republikanischen Armee. Der eponyme „Consul“ war Ehrhardt selbst, der die Organisation militärisch straff führte. Über die O. C. betreute er ein ganzes Netzwerk weiterer paramilitärischer Organisationen. Mitglieder der O. C. nahmen 1920 am Abstimmungskampf in Oberschlesien und als Sturmkompanie Koppe an der Niederschlagung des Dritten polnischen Aufstands teil, um die Abtretung des Gebiets an Polen zu verhindern.
Strategisches Ziel der O. C. war es, die politische Linke zu einem Aufstand zu provozieren, den man dann gemeinsam mit der Reichswehr niederschlagen wollte, um von der so gewonnenen Machtposition aus die Weimarer Republik zu zerschlagen und eine rechte Diktatur zu installieren. Die Organisation spielte bei der Bildung der SA eine bedeutende Rolle, als 1921 der O.C.-Leutnant Hans Ulrich Klintzsch die militärische Führung der einstigen „Turn- und Sportabteilung der N.S.D.A.P.“ übernahm. Aus ihrem Mitgliederbestand kamen auch Julius Schreck und Joseph Berchtold, die späteren Leibwächter Adolf Hitlers. 
Zahlreiche Mitglieder bekleideten später auch führende Positionen in der Gestapo sowie der SS. Zudem hatten ehemalige Mitglieder der O. C. auch aktiven Anteil an der Ermordung der europäischen Juden.
Finanziert wurde die O. C. durch Industrielle und Republikfeinde in Bürgertum, Adel und Militär, die wie Erhardt eine gewaltsame Änderung der politischen Verhältnisse erzwingen wollten.

## Terroranschläge
Am 26. August 1921 wurde der Zentrumspolitiker Matthias Erzberger bei Bad Griesbach im Schwarzwald von Heinrich Schulz und Heinrich Tillessen ermordet. Erzberger hatte am 11. November 1918 den Waffenstillstand von Compiègne unterschrieben, der den Ersten Weltkrieg beendete, und war deshalb bei den radikalen Rechten als vermeintlicher Verräter verhasst. Die Ermittlungen der Polizei führten schnell zu den Tätern und schließlich auch zur Organisation Consul, der die beiden angehörten. In einer deutschlandweiten Verhaftungswelle wurden nach weiteren Ermittlungen 34 Mitglieder der Organisation Consul verhaftet. Die meisten mussten jedoch schon bald wieder entlassen werden, da der Verdacht, die O. C. habe als Organisation den Mord an Erzberger geplant und durchgeführt, sich nicht ausreichend durch Beweise stützen ließ. Einige der Mitglieder wurden trotzdem wegen Mitgliedschaft in einem Geheimbund angeklagt.
Im Juni 1922 kam es durch die O. C in Hamburg zu einer Serie von Sprengstoffanschlägen gegen das Revolutionsdenkmal auf dem Friedhof Ohlsdorf, gegen das Verlagsgebäude der Hamburger Volkszeitung und Sitz der KPD-Bezirksleitung im Hamburger Presseviertel, gegen die Wohnung von Ernst Thälmann und seiner Familie, gegen die Buchhandlung Carl Hoym der Kommunistischen Internationalen sowie gegen das Haus der Freideutschen Jugend.
Am 24. Juni 1922 ermordeten Angehörige der O. C. den deutschen Außenminister Walther Rathenau. Einer der Mittäter war Ernst von Salomon, der seine Mitgliedschaft in seinem 1951 erschienenen autobiographischen Werk Der Fragebogen beschreibt. Auch für den Mordversuch an Philipp Scheidemann am 4. Juni 1922 waren Mitglieder der O. C. verantwortlich, wahrscheinlich ebenfalls für den Mord an Karl Gareis am 9. Juni 1921.
Die rechtsradikale Publizistik der Weimarer Republik tat die Taten der O. C. später entweder als Akt vaterländischer Notwehr ab oder leugnete, dass sie geschehen waren.